# Velimir Jlébnikov
Velimir Jlébnikov (/vʲɪlʲɪˈmʲir ˈxlʲebnʲɪkəf/ en ruso: Велимир Хлебников), seudónimo de Víktor Vladímirovich Jlébnikov (Málye Derbety, Óblast de Astracán —ahora en Kalmukia—, 28 de octubrejul./ 9 de noviembre de 1885greg.-Santálovo, Óblast de Nóvgorod, 28 de junio de 1922), fue un escritor y poeta futurista ruso.

## Biografía

### Años de formación
Víktor Vladímirovich Jlébnikov nació el 28 de octubre de 1885, según el entonces vigente calendario juliano, en Málye Derbety, en el óblast de Astracán, cerca del lugar en que el río Volga desemboca en el mar Caspio. Su padre, Vladímir Jlébnikov, era biólogo, especialista en ornitología. Su madre, Catalina Nikoláievna, era historiadora, e influyó notablemente en la educación de sus hijos. Víktor fue el tercero de los hijos del matrimonio, después de Catalina (n.1883) y Borís (n.1884). Después vendrían Alejandro (n.1887) y Vera (n.1891).
El lugar de nacimiento de Jlébnikov era un asentamiento invernal del pueblo nómada de los calmucos, y el temprano contacto del futuro poeta con este pueblo lo marcó desde la infancia. Siempre sintió reverencia por el modo de vida de los calmucos y su respeto por la naturaleza, a pesar de que abandonó muy pronto la región: cuando Jlébnikov tenía seis años, en 1891, la familia dejó la ciudad de Astracán por causa del trabajo del padre, y se trasladó al oeste. En su nuevo hogar, la región de Volinia, en la actual Ucrania (entonces una provincia más del Imperio ruso), encontró el joven Jlébnikov un lugar ideal para cultivar su amor por la naturaleza: como más tarde recordaría, pasó su infancia dedicado a cazar, a pescar y a coger mariposas. Su poema más antiguo conocido, que data de 1897, es la descripción de un pájaro en una jaula.
Ese mismo año, la familia volvió a cambiar de residencia, instalándose esta vez en Simbirsk (actual Uliánovsk). Sólo permanecieron allí un año, ya que en 1898 se trasladaron a Kazán. Durante esta época de su vida, Jlébnikov siguió mostrando un notable interés por las ciencias naturales, y se cree que en el verano de 1903 participó en una expedición científica a Daguestán. Para sus estudios universitarios, sin embargo, escogió las matemáticas, y en 1903 se matriculó en esta carrera en la Universidad de Kazán. Pero en Rusia se vivía entonces una época de disturbios que tendrían su culminación con la Revolución de 1905. Jlébnikov no permaneció al margen de todo ello: apenas empezado el primer curso, fue arrestado a causa de su participación en una manifestación estudiantil, y pasó un mes en prisión, entre noviembre y diciembre de 1903.

### Primeros escritos
Las primeras publicaciones de Jlébnikov no fueron obras literarias, sino artículos sobre ornitología. En 1905 emprendió una larga expedición a los Urales, junto con su hermano Alejandro. Las notas tomadas durante dicha expedición se publicaron en 1911. Ya en 1907 había aparecido un escrito suyo sobre este tema. Su interés por la literatura, sin embargo, venía también de antiguo: ya en 1904, encontrándose de viaje en Moscú, había escrito al famoso escritor Máximo Gorki solicitándole su parecer sobre algunos de sus primeros trabajos.
Por entonces, Jlébnikov se interesaba fundamentalmente por la literatura simbolista. En 1908, en Sudak (Crimea) conoció a Vyacheslav Ivánov, uno de los más destacados representantes del simbolismo ruso, que tuvo una gran influencia sobre él.

### San Petersburgo

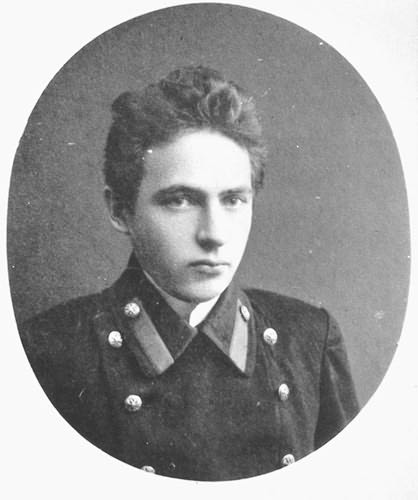
Velimir Jlébnikov en 1908.

En 1908 Jlébnikov dejó Kazán, sin haber completado sus estudios, y se trasladó a San Petersburgo. Inicialmente pensaba continuar allí su carrera académica; sin embargo, pronto la literatura empezó a absorberle por completo. Frecuentó a varios escritores: además del citado Ivánov, residente en San Petersburgo, conoció allí a poetas como Fiódor Sologub, Sergio Gorodetski, Nicolás Gumiliov, Alexis Tolstói y Miguel Kuzmín. Se convirtió en un asiduo de las tertulias literarias que se celebraban en el apartamento de Ivánov, conocida como la torre. Sus deseos de publicar en el órgano principal de los simbolistas rusos, la revista Apollón, se vieron sin embargo frustrados, ya que su obra no era del agrado del editor de la publicación, Sergio Makovski. Esta fue posiblemente una de las causas de su ruptura con el simbolismo.

### Comienzos del movimiento futurista
Por entonces, Jlébnikov había conocido ya a otros autores a los que se sentía más afín que a los simbolistas. Uno de ellos fue Vasili Kamenski, que con el tiempo se convertiría en uno de los más destacados poetas futuristas. Kamenski era el editor de la revista Vesná (Primavera), en cuyo número 9, correspondiente al 16 de octubre de 1908, publicó Jlébnikov un rupturista texto en prosa. Kamenski presentó a Jlébnikov al matrimonio formado por el pintor y compositor Mijaíl Matiushin y la escritora Yelena Guró, y éstos, a su vez, le pusieron en contacto con el artista y poeta David Burliuk. Así se fue constituyendo el que más tarde (no empezaría a utilizarse este nombre hasta 1913) fue conocido como grupo «Hylaea», nombre dado por los antiguos griegos al territorio situado en torno a la localidad de Chernyanka (raión de Kajovka), donde vivía la familia Burliuk, de la que Jlébnikov fue huésped a menudo. Raymond Cooke ha llamado la atención sobre la aparente contradicción de utilizar un nombre tan arcaico para denominar a un grupo de vanguardia pero, como él mismo indica, existe una cierta tendencia primitivista dentro de la obra de los artistas del grupo, incluido Jlébnikov.

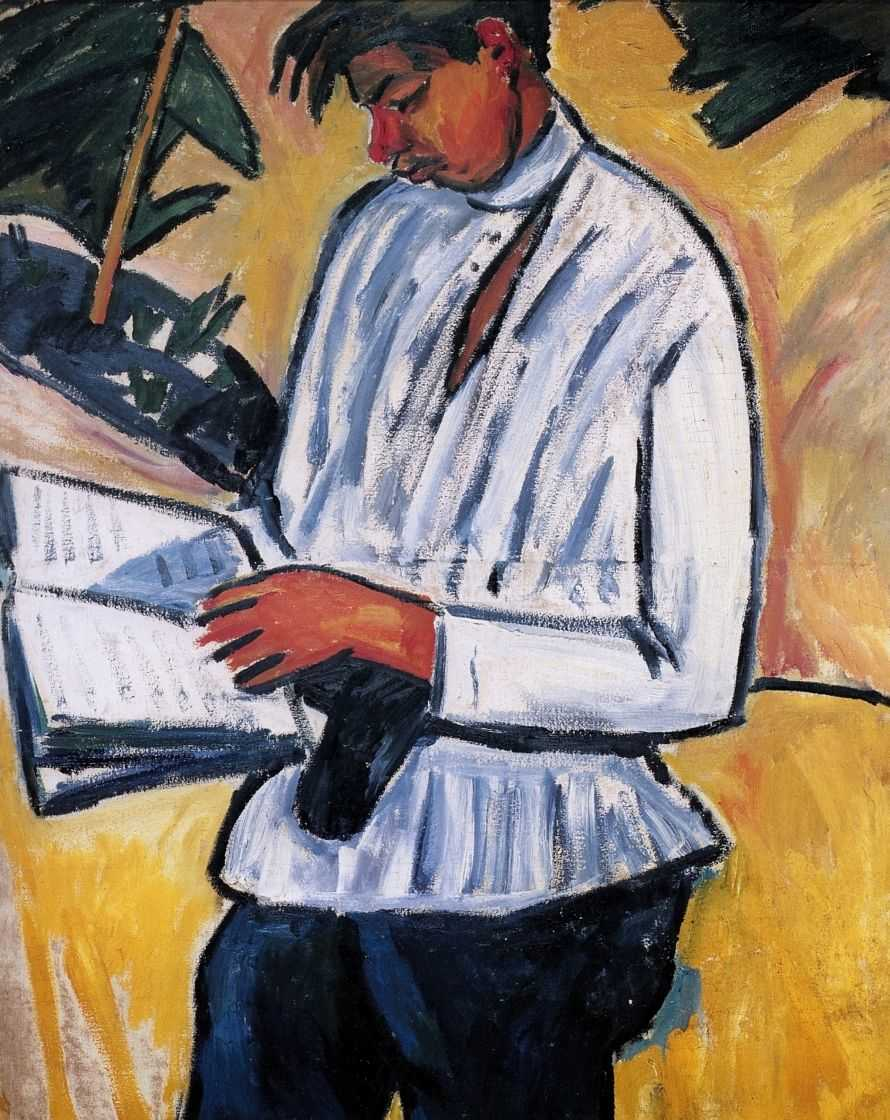
Velimir Jlébnikov retratado por Mijaíl Lariónov. 1910

Con motivo de una exposición organizada por este grupo de artistas, en marzo de 1910, se publicó un folleto, titulado Estudio de los impresionistas (Stúdiya impressionístov), en el que aparecieron publicados dos poemas de Jlébnikov, quien encontró así la posibilidad de difundir su obra que la revista Apollón le había negado. Uno de los poemas publicados fue el célebre "Juramento con risa" (Zaklyátie sméjom).
En abril apareció un nuevo volumen colectivo, titulado Vivero de jueces (Sadok sudéy), que incluía obras de David Burliuk, de sus hermanos Nikolái y Vladímir, de Yelena Guró y de Vasili Kamenski. La publicación, impresa en papel de pared, era declaradamente hostil hacia el movimiento simbolista, como se puso de manifiesto en el texto aportado por Jlébnikov, "La marquesa Dezes", que satirizaba a los autores vinculados a la revista Apollón. Para algunos autores, la aparición de esta publicación puede considerarse el acta de nacimiento del movimiento futurista ruso. Debe tenerse en cuenta, sin embargo, que Jlébnikov, que reprobaba la incorporación al ruso de préstamos de otras lenguas, nunca hizo uso del término futurista (que, además, desde 1911 era reivindicado por otro grupo literario petersburgués, los llamados ego-futuristas). En lugar de esta palabra, prefirió un neologismo acuñado por él mismo, y de origen eslavo, budetlyanin, de la forma verbal búdet ("será").

### Bofetada al gusto público

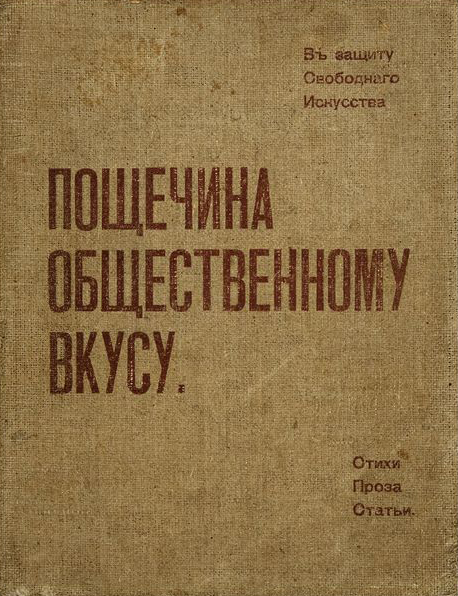
Portada de Bofetada al gusto público. 1912

Durante los meses siguientes, Jlébnikov, aunque no publicó apenas, mantuvo una actividad febril, dedicado no sólo a la literatura, sino también a las matemáticas. Tenía la convicción de que existían leyes matemáticas que gobernaban la historia y el destino de los pueblos, y estaba obsesionado por descubrirlas. Según parece, el origen de esta obsesión se encuentra en su necesidad de comprender las razones de la derrota rusa frente a Japón en la batalla de Tsushima, durante la guerra ruso-japonesa.
En mayo de 1912, con la ayuda económica de David Burliuk, publicó Maestro y discípulo (Uchítel i uchenik), con dibujos de Vladímir Burliuk, su primer libro si no se tienen en cuenta sus anteriores contribuciones a trabajos colectivos. En colaboración con Alekséi Kruchónyj (en:Aleksei Kruchyonykh) publicó también Juego en el infierno (Igrá v adú) en agosto de ese mismo año. Pero el más importante acontecimiento literario de 1912 llegó en el mes de diciembre cuando, junto con Vladímir Mayakovski, David Burliuk y Kruchónyj, Jlébnikov firmó el famoso manifiesto "Bofetada al gusto público" (Poschóchina obschéstvennomu vkusu). La recopilación de poemas que acompaña el manifiesto incluye el célebre poema de Jlébnikov El saltamontes (Kuznéchik) que constituye un ejemplo de la poesía fonética y del lenguaje trasmental záum (en ruso, за́умь).
El manifiesto atacaba tanto la literatura del pasado, invitando a "arrojar por la borda del barco de la Modernidad" a autores canónicos rusos como Aleksandr Pushkin, Fiódor Dostoyevski y Lev Tolstói, como la del momento presente, y fue especialmente beligerante contra los simbolistas. Al margen de su actitud iconoclasta, característica de todos los movimientos de vanguardia, el manifiesto aportaba también algunas ideas nuevas, como la de la necesidad de una "palabra autosuficiente" (en ruso, самоценное самовитое слово).
Los meses que siguieron a la publicación del manifiesto fueron los de más intensa actividad del grupo «Hylaea». Llegaron incluso a montar espectáculos como la ópera Victoria sobre el sol (Pobeda nad sólntsem), para la que Jlébnikov escribió el prólogo, con música de Mijaíl Matiushin, libreto de Alekséi Kruchónyj y decorados y vestuario de Kazimir Malévich. En un principio, Jlébnikov participó de estas actividades propagandísticas, pero con el tiempo fue manteniéndose cada vez más al margen de ellas. No tomó parte, por ejemplo, en la gira futurista por las provincias que llevaron a cabo Burliuk, Mayakovski y Kamenski entre diciembre de 1913 y marzo de 1914. En febrero de 1914, Filippo Tommaso Marinetti, el iniciador del futurismo en Italia, visitó Rusia. Jlébnikov demostró abiertamente su rechazo hacia Marinetti e incluso, durante una de sus conferencias, distribuyó unas octavillas escritas por él mismo y por Benedikt Lívshits, lo que hizo que terminara enfrentándose con Nikolái Kulbín, uno de los organizadores de las conferencias del italiano. Por este motivo, anunció públicamente su ruptura con el grupo «Hylaea».

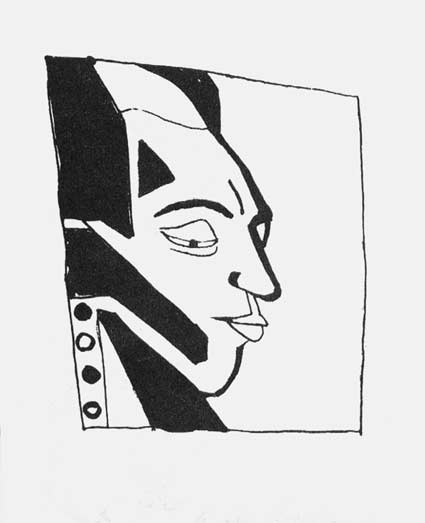
Retrato de Jlébnikov por Vladímir Burliuk, 1913.

### La guerra
Cuando, en el verano de 1914, estalló la Primera Guerra Mundial, las rencillas literarias pasaron a un segundo plano. Se diluyeron las diferencias entre los futuristas y los poetas antes vilipendiados por ellos: a comienzos de 1915, en el primer número de la revista Streléts ("Arquero"), varios autores futuristas, entre ellos el propio Jlébnikov, publicaron textos en compañía de autores como Aleksandr Blok, Fiódor Sologub, Mijaíl Kuzmín y Alekséi Rémizov. El estallido del conflicto incrementó la pasión de Jlébnikov por las matemáticas predictivas. Su principal interés pasó a ser conocer con anticipación las fechas de las batallas, y en 1915 y 1916 publicó sendos volúmenes sobre el tema. Durante los años de la contienda, sin embargo, no descuidó tampoco la poesía: de estos años data su poema "Ka".
Fue movilizado en abril de 1916. Las cartas que dirigió a familiares y amigos demuestran lo penoso que le resultó el servicio militar. Gracias a un amigo psiquiatra, que le diagnosticó una enfermedad mental, pasó temporadas ingresado en un hospital, evitando el frente. En la primavera de 1917 se le concedió una licencia de cinco meses, pero Jlébnikov no volvería a incorporarse al ejército. La Revolución de febrero, que se produjo cuando se encontraba en Petrogrado (San Petersburgo), fue acogida con alborozo por el poeta.

### La revolución

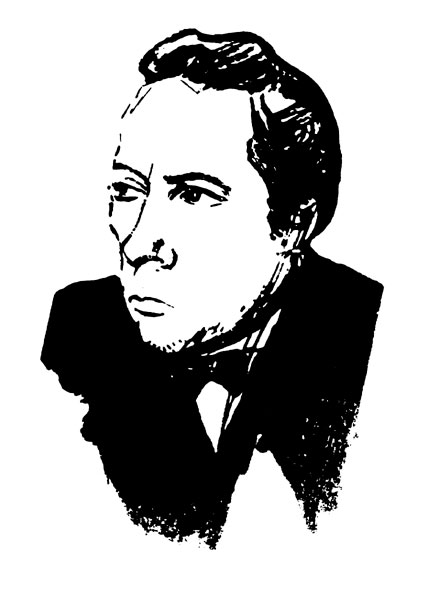
Velimir Jlébnikov retratado por Vladímir Mayakovski, 1916

Según Raymond Cooke, en la Revolución de Octubre Jlébnikov vio sobre todo "un acto de venganza", "un levantamiento popular de las masas contra la opresión", y lo consideró un paso adelante hacia su idea utópica de un gobierno mundial. En cualquier caso, apoyó decididamente a los bolcheviques.
Durante el año 1918, en plena guerra civil, viajó por varias ciudades, y colaboró en tareas de propaganda y agitación cultural con los bolcheviques. Trabajó en el periódico Krasny vóin ("Combatiente rojo"), de Astracán, y en la sección de información de un departamento político del Ejército Rojo. A comienzos de marzo se trasladó a Moscú para ocuparse de la publicación de sus obras completas.
En 1919, Jlébnikov se encontraba en la región de Járkov cuando dicha ciudad fue conquistada por el ejército de voluntarios blancos de Antón Denikin. Járkov estuvo en manos de los blancos durante cerca de seis meses, entre junio y diciembre de 1919. Según parece, durante este tiempo Jlébnikov fue encarcelado, acusado de espionaje.
En 1920 y 1921, viajó a Moscú, Bakú, Irán, Zheleznovodsk, Piatigorsk e intentó regresar a Astrakan, pero eso fue imposible.  
En 1922, sin ayuda médica disponible, el poeta murió de gangrena en una pequeña aldea de Santálovo en la gubérniya de Nóvgorod. Fue enterrado en el cementerio del pueblo de Ruchi (donde actualmente hay un museo en su honor) ubicado en el distrito de Krestetsky en el Óblast de Nóvgorod, donde descanso hasta 1960, cuando su cuerpo fue trasladado a Moscú y sepultado en el Cementerio Novodévichi (sección nº 8, fila 6, sitio 16).